# Marcus Dinwiddie
Marcus Walthall Dinwiddie (* 27. August 1906 in Washington, D.C.; † 20. März 1951 in Oak Ridge) war ein US-amerikanischer Sportschütze.

## Erfolge
Marcus Dinwiddie nahm an den Olympischen Spielen 1924 in Paris teil, bei denen er im liegenden Anschlag mit dem Kleinkalibergewehr auf 50 m antrat. Mit 396 Punkten blieb er zwei Punkte hinter Olympiasieger Pierre Coquelin de Lisle ebenso zwei Punkte vor dem Drittplatzierten Josias Hartmann, sodass er die Silbermedaille gewann. Nach den Spielen schrieb er sich an der University of Virginia ein und blieb im Sportschießen als Mitglied der Monticello National Guard weiterhin aktiv. Mit dessen Mannschaft nahm er mehrfach an nationalen Wettkämpfen teil.